# Llac Poyang
El llac Poyang (xinès tradicional: 鄱陽湖, xinès simplificat: 鄱阳湖, pinyin: Póyáng Hú, Gan: Po-yong U), situat a la Província de Jiangxi, és el llac d'aigua dolça més gran de la Xina.
El llac és alimentat pels rius Gan, Xin, i Xiu, els quals connecten al Iang-Tsé a través d'un canal.
L'àrea del llac Poyang fluctua dràsticament entre les estacions seques i humides, però en aquests darrers anys la mida del llac ha estat decreixement en general En un any normal, la mitjana del llac és de 3.500 quilòmetres quadrats. A principis de 2012, a causa de la sequera i la pràctica d'embassar aigua a la Presa de les Tres Gorges, l'àrea del llac va assolir un mínim d'uns 200 km².
Al juny de 1983, el govern de la província de Jiangxi va establir una reserva d'aus migratòries a la part occidental del llac on la majoria d'aus migratòries passen l'hivern. Aquesta Reserva, amb Wucheng al comtat Yongxiu com el seu centre, comprèn nou llacs i pantans estacionals, que inclouen Dahuci, Banghu, Zhonghuci i Shahu, amb una àrea total de 22.400 ha. Durant l'hivern, el llac es converteix en la llar d'un gran nombre de grues siberianes migratòries, el 90% de les quals passen l'hivern allà. La gran bandada de grues que s'estén més d'un parell de quilòmetres ha estat aclamada com la “segona gran muralla xinesa”. i és molt popular per a l'observació d'aus.

## Geografia
El llac comprèn 3.585 km² de superfície (4.400 km² durant l'estació humida i al voltant de 1.000 km² durant l'estació seca) i les aigües totalitzen un volum de 25 km³. Té 170 km de longitud i una amplada mitjana d'uns 17 km. La seva profunditat mitjana és de 8 m, i la màxima, de 25 m. El llac proveeix d'hàbitat mig milió d'aus migratòries, i és un lloc privilegiat per a l'albirament d'aus. Els rius Gan i Xiu són els principals tributaris del llac, el qual es connecta al Iang-Tsé a través d'un canal.
La pesca està prohibida a les seves aigües des del 2002.

## Formació
El Llac Poyang també s'ha anomenat històricament com a Pengli Marsh (彭 蠡 澤), però no són el mateix. Abans de la Dinastia Han, el Iang-Tsé va seguir un curs més cap al nord a través del que avui és el Llac Longgan mentre que el Pengli Marsh es va formar al curs inferior del riu Gan. L'àrea que és ara el Llac Poyang era una plana al llarg del riu Gan. Al voltant de l'any 400 dC, el riu Iang-Tsé va canviar el seu curs més cap al sud, fent que el riu Gan fos tributari i formar el Llac Poyang. El tributari riu amunt del Gan va inundar els comtats de Poyang i Haihun, obligant a una migració massiva al municipi de Wucheng; en el que avui en dia és el comtat de Yongxiu. Per tant, Wucheng es va convertir en un dels grans pobles antics de la província de Jiangxi. Aquesta migració va donar el naixement de la frase, «L'ofegament del Comtat de Haihun dona lloc al municipi de Wucheng».
El Llac Poyang va assolir la seva mida més gran durant la Dinastia Tang, quan la seva àrea va assolir 6.000 quilòmetres quadrats.

## Problemes ambientals

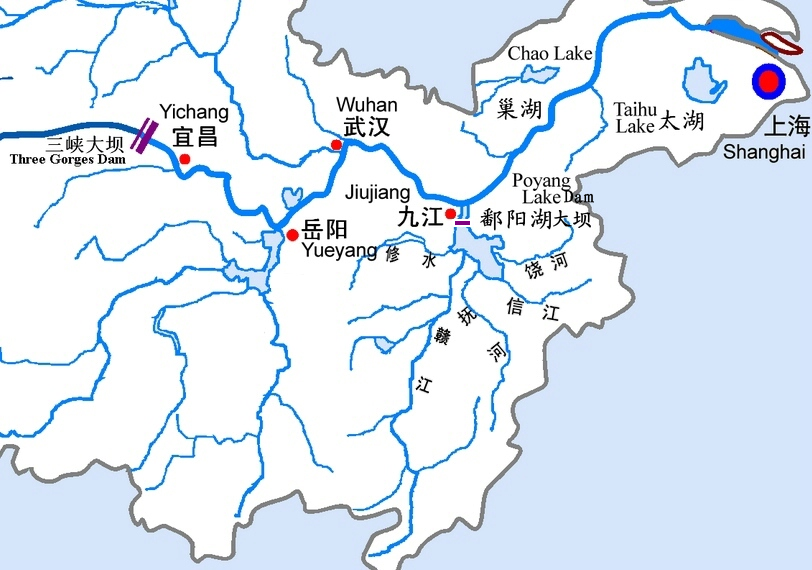
Mapa del corrent i drenatge del Riu Iang-Tsé, i ubicació de la Presa del Llac Poayang

### Pèrdua de flora i fauna
Hi ha hagut una prohibició de pesca al lloc des de 2002. El gener de 2020, la Xina va imposar una moratòria de pesca de deu anys a 332 llocs al llarg del Iang-Tsé, inclòs el llac Poyang per protegir la biodiversitat marina.
El 2007 es va expressar el temor que la marsopa sense aleta de la Xina, conegut localment pel nom jiangzhu («porc de riu»), que és nadiu del llac, podria seguir el mateix destí que el dofí del riu Iang-Tsé, en l'extinció.
S'ha fet una crida perquè es prenguin mesures per salvar la marsopa, de la qual hi ha al voltant de 1.400 que hi viuen, entre 700 i 900 al Iang-Tsé, i altres 500 als llacs Poyang i Dongting.
Els nivells de població del 2007 són menys de la meitat dels nivells del 1997, i la població està disminuint a un ritme de 7,3 % per any.
El dragatge de sorra s'ha convertit en un dels pilars del desenvolupament econòmic local en els últims anys, i és una font important d'ingressos en la regió que voreja el Llac Poyang. Però, al mateix temps, els projectes de dragatge d'alta densitat han estat la causa principal de la mort de la població de flora i fauna local.
El dragatge fa que les aigües del llac sigui fangós, i les marsopes no poden veure tan lluny com es podia abans, i han de dependre dels seus sistemes de sonar molt desenvolupats per evitar obstacles i cercar menjar. Els grans vaixells entren i surten del llac, a raó de dos per minut i una densitat tan alta d'embarcacions significa que les marsopes tenen dificultat per escoltar el seu menjar, i tampoc poden nedar lliurement d'una riba a l'altra.
A més, s'espera que la construcció de Presa del llac Poyang causi efectes devastadors en les marsopes restants.

### Encongiment
A causa de la Presa de les Tres Gorges riu amunt del riu Iang-Tsé, el Llac Poyang es pot encongir i assecar part de l'any.
El 2016, el llac gairebé es va assecar completament. 200 km² de terra sota l'aigua a l'octubre, mentre que el llac té normalment 3.500 km² de superfície quan està ple. A més de la Presa de les Tres Gorges, que ha d'emmagatzemar aigua en el seu embassament per ser utilitzat a l'hivern, la sequera també pot ser el culpable de l'encongiment.
La Presa del Llac Poyang es construirà al Llac Poyang per contrarestar els riscos del nivell baix de les aigües i els efectes adversos de la Presa de les Tres Gorges. La Universitat Normal de Jiangxi s'ha associat amb la Universitat de Michigan Central i el seu Institut d'Investigació dels Grans Llacs per estudiar els impactes mediambientals.
El govern local Jiangxi ha proposat construir la Presa del llac Poyang per mantenir els nivells d'aigua al llac, construint un mur de fangs a través de la connexió entre el llac i el riu Iang-Tzé. Queda pendent una avaluació d'impacte ambiental. Els científics, així com grups ecologistes com el Fons Mundial per la Natura, han criticat la proposta, argumentant que l'enginyeria artificial dels nivells d'aigua al llac afectarà negativament la diversitat de la vida salvatge.

## Evolució recent
A finals del 2013, en baixar el nivell del llac ha tret a la llum un pont històric construït a l'època dels emperadors Ming i que havia quedat en l'oblit. Les restes del pont de 2.930 m de llarg es troben sobre una de les ribes del llac Poyang, que amb els anys s'ha vist una disminució del volum d'aigua, cosa que resulta en un desastre ecològic. Construït de granit, segons els experts, el pont es va construir fa més de 400 anys a la dinastia Ming (1368-1644). El nivell de les seves aigües s'ha reduït els darrers anys a causa de l'escassetat de pluges i l'impacte ambiental a causa de la Presa de les Tres Gorges. 

## Llocs Ramsar del llac Poyang
La major part de la superfície i rodalia del llac estan catalogats com a Reserva natural de Poyang, amb una superfície de 3841 km². Dins aquesta zona ia l'oest del llac hi ha dos llocs Ramsar, un al sud, els aiguamolls de Jiangxi Poyang, amb 333 km², i un altre al nord, Poyanghu, de 224 km².

#### Poyanghu
El 1992, una zona d'aiguamolls al nord-oest del llac Poyang és declarada lloc Ramsar número 550 (29°10′N 115°58′E) amb una extensió de 224 km², a la regió de Jiangxi. Es troba a l'est de la desembocadura del riu Xiushui i de la ciutat de Wucheng, al comtat de Yongxiu. El llac està subjecte a fluctuacions estacionals, dins una regió de bosc subtropical caducifoli de fulla ampla i sempre verda envoltat de pantans i pastures humides alimentades per cinc rius principals. El lloc acull nombroses espècies de plàncton, mol·luscs, peixos i mamífers i almenys 46 espècies d'aus. És important per a la hivernada i el descans de les aus i per a una població de 20.000 persones les activitats de les quals són el pasturatge de búfals d'aigua, la recol·lecció de pastura i vegetació aquàtica, el cultiu a petita escala, la pesca i la indústria de perles de aigua dolça. El turisme de vida silvestre augmenta ràpidament.

#### Jiangxi llac Poyang aiguamolls Nanji
El 2020, una zona d'aiguamolls al sud-oest del llac Poyang, que ja es considera reserva natural amb el nom transcrit a l'anglès de Jiangxi Poyang Lake Nanji Wetlands, és declarada lloc Ramsar número 2431 (29°00′N 116°17′E), amb una extensió de 333 km², a la regió de Jiangxi. El lloc està ubicat a la part sud del cos principal del llac Poyang, el més gran de la Xina. Una de les característiques principals d'aquest lloc és el gran complex del delta interior format pels canals nord, mig i sud del riu Gan, que desemboca al llac i aquest al seu torn al Iang-Tsé. Les fluctuacions significatives del nivell de l'aigua tenen lloc dins de l'aiguamoll entre les estacions humida i seca, i la cobertura total d'aigua superficial varia entre menys del 40 % i gairebé el 99 % de l'aiguamoll. Quan baixa el nivell de l'aigua, emergeix una varietat d'altres característiques dels aiguamolls, inclosos rius, llacs, praderies i aiguamolls. Això crea hàbitats importants per a les aus aquàtiques com a lloc de parada i hivernada, amb entre 20.000 i 70.000 aus migratòries hivernant al lloc anualment. Aquests són una sèrie d'espècies amenaçades, inclosa la grua siberiana (Grus leucogeranus), i més de l'1% de les poblacions biogeogràfiques de 21 espècies.

## Reserva natural del llac Poyang
La reserva natural s'estén 170 km de nord a sud (28° 25'-29°45'N), i 74 km a la part més ampla d'est a oest (115–116°44'E), cobrint una àrea total d'aproximadament 3.841 km² quan la profunditat de l'aigua a Hukou, on el llac s'uneix al Iang-Tsé, és de 21 metres. La línia de costa és de 1.800 km. El llac té la reputació de ser una "perla brillant" a la conca del riu Changjiang amb els seus rics recursos aquàtics i cultius a les terres fèrtils circumdants. L'àrea del llac gaudeix d'un clima subtropical càlid i humit amb prou sol, precipitació abundant i un llarg període lliure de gelades. La temperatura mitjana anual varia de 16,7 a 17,7 °C i la mitjana anual és de 1.400 a 1.900 mm. D'abril a juny, durant la temporada d'inundacions, la superfície s'expandeix considerablement. A l'estació seca d'hivern i de primavera, l'aigua retrocedeix i són petits llacs estacionals i grans pantans a tota l'àrea del llac.

## En la història
El 1363 es va dur a terme la batalla del Llac Poyang, considerada com una de les més grans batalles navals de la història. Hi participaren mig milió d'efectius i 60.000 mariners del bàndol vençut hi moriren.
El llac també ha estat descrit com el «Triangle de les Bermudes xinès». Molts vaixells han desaparegut mentre el navegaven. El 16 d'abril de 1945, una nau de la tropa japonesa va desaparèixer sense deixar rastre amb 20 mariners.